# Alexander Chalmers
Alexander Chalmers (Aberdeen, 1759. március 29. – London, 1834. december 10.) skót életrajzíró, újságíró, kiadó és műkritikus.

## Életpályája
Éles kritikái korán ismeretté tették nevét. Az amerikai függetlenségi háború idejében népszerűségének rovására Angliának fogta pártját. Kiadta a General biographical dictionaryt (London, 1812-17, 32 kötet), amely 9000 cikknél többet foglal magában. Művei közül megemlítendő még: The British essayists with prefaces historical and biographical (London, 1803, 45 kötet) History of the university of Oxford (uo. 1810, 2 kötet) és British poets from Chaucer to Cowper (uo. 1810, 21 kötet). Kiadta Shakespeare, S. Johnson, Pope és mások műveit.